# ルードヴィヒ・フォン・ドレイク
ルードヴィヒ・フォン・ドレイク (Ludwig Von Drake) はウォルト・ディズニー・カンパニーのアニメーションおよびコミックのキャラクター。ドナルドダックの親類（後述）。

## 設定
彼が最初に紹介されたのは1961年9月24日にNBCで放映されたテレビ番組「Disney anthology television series」である。この番組内のアニメーション「An Adventure in Color」の総合司会者、また「The Spectrum Song」の歌手として登場した。彼の名はおそらくルートヴィヒ・フォン・ミーゼスとルートヴィヒ・ヴァン・ベートーヴェンに由来している。
科学者であるだけに彼は「自分は何でも知っている」と自分の知識を誇示することが非常に多く、テレビシリーズ『ミッキーマウス・ワークス』、『ハウス・オブ・マウス』ではその性格が特に顕著であった。そのため、奇妙な発明や実験で周囲を巻き込むことからミッキーマウスと対立をしたこともあった。様々な発明をするが甥のドナルド同様おっちょこちょいな所もあり、派手な失敗をしたり既にあるものや倫理的に問題のある発明までもしたことがあり、騒動の発端を作ることもある。また、これらの番組ではラドウィッグ・ヴォン・ドレイクと英語の発音で呼ばれることもあった。
オーストリアのウィーン出身である。ドナルドの父がアメリカ人、母がスコットランド人であるため、何人かの作家が彼を「ダックファミリー（ドナルドの一族）」のドイツ系の分家の者とみなしているが、その設定が有名な話に含まれることはない。
だが『ハウス・オブ・マウス』ではエピソードによっては赤の他人として扱われることもあったがドナルドの事を甥っ子と呼んでいるので、血縁関係にある事は確からしい。初期はストーリーの進行役が多かったが『クワック・パック』や『ミッキーマウス・ワークス』、『ハウス・オブ・マウス』、『ミッキーマウス クラブハウス』などでレギュラーとして出演し、『ミッキーマウス・ワークス』『ハウス・オブ・マウス』では彼がメインのエピソードもいくつか存在している。日本発の『ユニベアシティ』シリーズでは「ディズニーユニバーシティー」の教授となっている。
また、別の作家の設定によれば彼は知識を得ることに魅力を感じており、若い頃から可能な限りの科学の学位を獲得した。ある時点で教授はアメリカ合衆国に移住し、マチルダ・マクダックという既に退職していた女性と結婚した。マチルダはスクルージの2番目の妹で、ドナルドの母ホーテンス・マクダックの姉であり、スクルージ・マクダックとは義弟に当たり、ドナルドダックとは血は繋がっていないが伯父に当たる。（この設定は完全な公式ではないものの、著名なコミック作家であるドン・ローザの説として広まった）。彼女の死後は一匹狼として生活している。
彼の多くの関心の中に心理学があり、ドナルドに心理学的な研究を行おうとしている。

## 声優

### 原語版声優
- 初代：ポール・フリーズ
- 2代目：アルバート・アッシュ
- 3代目：コーリー・バートン

### 吹き替え版声優
- 江原正士（1984年 - 1988年）- ポニー版・バンダイ版（廃盤）
- 大木民夫（初期）- BVHE版初代[4]
- 沢りつお（1993年 - 現在）- BVHE版2代目[5]